# Tabla periódica de Mendeléyev

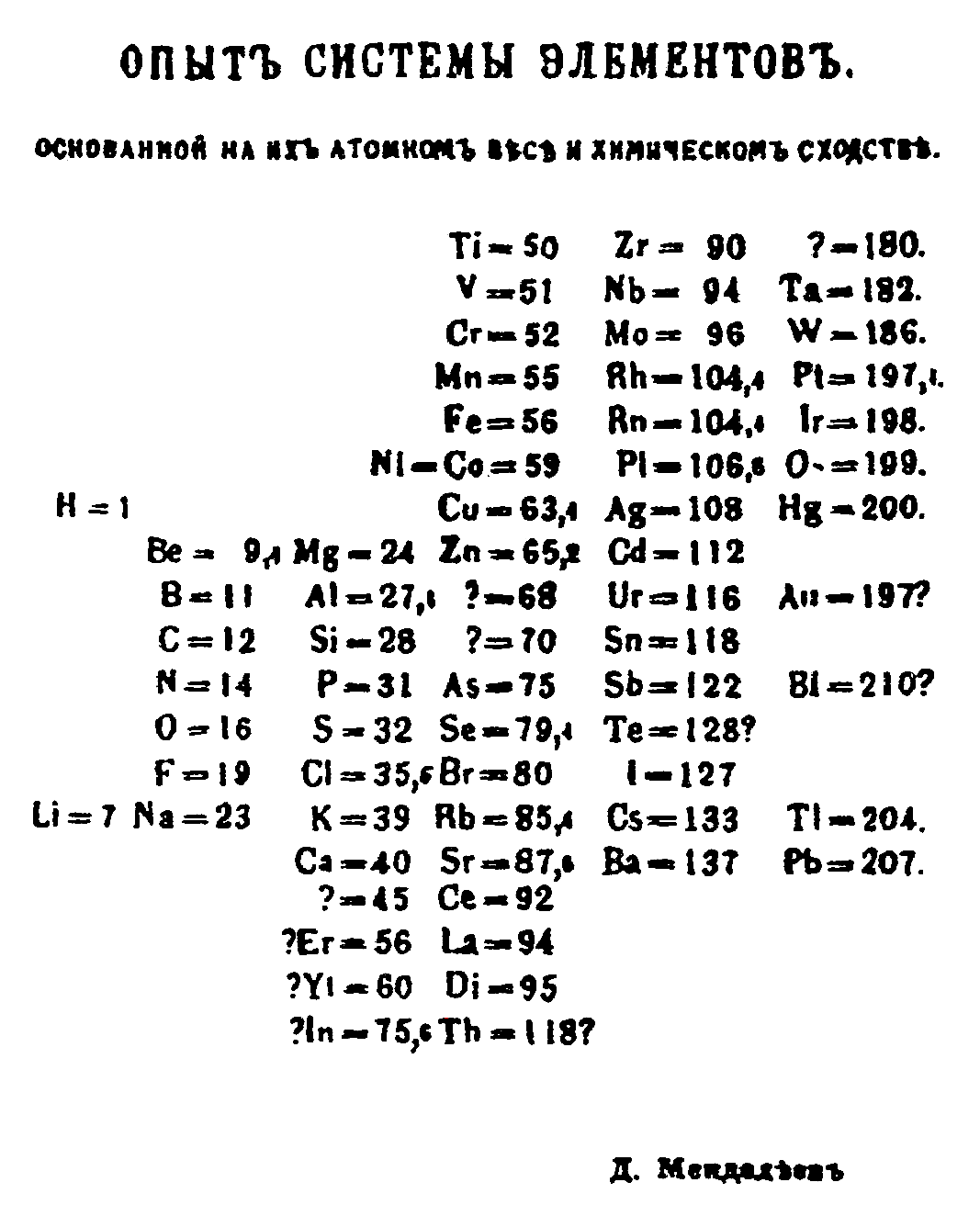
Primera tabla periódica de Mendeléyev (1869)

La tabla periódica de Mendeléyev, publicada en el año 1869, fue la primera tabla periódica de los elementos, en los que el conjunto de elementos químicos conocidos se clasificaron en su totalidad. El punto de partida de esta clasificación de los elementos químicos se basa en la hipótesis, ya apuntada por otros científicos anteriores, de que ciertas propiedades de los elementos son función periódica de sus pesos atómicos y que al colocarlos en columnas verticales, las propiedades se repetían a intervalos regulares, lo que permitió a J. W. Döbereiner o a John A. R. Newlands, realizar algunas clasificaciones parciales para familias o grupos de elementos.En la tabla periódica de Mendeléyev,  Dmitri Mendeléyev colocó  todos los elementos conocidos en aquella época, inicialmente unos 60, y los ordenó en columnas de peso atómico creciente, procurando que los elementos con propiedades similares aparecieran en la misma fila. En algún caso, para que las propiedades coincidiesen, sobre todo la valencia, principal propiedad seguida por Mendeléyev, tuvo que alterar el orden y en otros casos, dejar huecos.

## Primeros intentos
Desde  los comienzos del desarrollo de la química moderna, los químicos intentaron sistematizar, en la medida de lo posible, las diferentes relaciones que pudieran existir entre los elementos o sus compuestos, de forma que su estudio si hiciera lo más sencillo posible. Esto, en un primer momento, supuso una tarea muy compleja, pues solo se conocían unos pocos elementos y algunos, que se consideraban elementos, como el calórico y el lumínico de Lavoisier, ni siquiera lo eran, pues eran formas de energía que intervenían en la reacciones para transformar las sustancias químicas. Los primeros intentos de clasificación de los elementos químicos empezaron a darse a comienzos del siglo XIX, cuando ya se conocía un importante número de ellos. Por estas fechas ya era posible agrupar algunos elementos en familias o grupos con propiedades o reactividades análogas. A medida que empezó a generalizarse el empleo de los pesos atómicos y a tener clara la diferencia entre pesos equivalentes y pesos atómicos, los químicos pudieron disponer de ciertos valores numéricos, característicos de cada elemento, que podían facilitar la búsqueda de relaciones entre elementos. En este sentido, Wolfgang Döbereiner, hacia 1816, descubrió que el peso atómico del estroncio era aproximadamente igual al valor medio de la suma de los pesos atómicos del calcio y del bario. Igualmente, encontró que esta misma situación se daba con el bromo, cuyo peso atómico era intermedio a los pesos atómicos del cloro y del yodo. En otras palabras, existía una relación numérica entre ciertos elementos pertenecientes a una misma familia. Esta predicción fue posteriormente confirmada por Berzelius, que tras la publicación de su tabla de pesos atómicos, permitió a Döbereiner establecer la posibilidad de la existencia de otros casos, denominado a estas agrupaciones de tres elementos con propiedades químicas similares y pesos atómicos relacionados, tríadas. A medida que se fueron descubriendo nuevos elementos se pudo establecer que existía la tríada formada por litio, sodio y potasio y la formada por azufre, selenio y teluro.

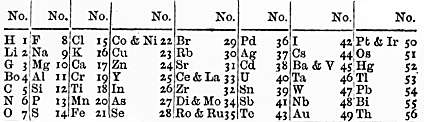
Clasificación de Newlands publicada en 1966. Cada columna vertical es una "octava". El elemento G (glucinio) corresponde al actual Berilio.

Más tarde, en 1863 y años posteriores, Jon Alexander R. Newlands, publicó una serie de trabajos en los que mostró que, si los elementos se colocaban en orden creciente a su masa atómica, sus propiedades generales se repetían cada ocho elementos (todavía no se conocían los gases nobles). Newlands, que tenía formación musical, notó cierta similitud con la escala musical, formada por siete notas, de forma que la siguiente, la octava, es una repetición de la primera, por lo que denominó a esta relación entre elementos químicos, Ley de Octavas. Esta ley se cumplía con bastante exactitud para las dos primeras octavas (columnas), pero a partir de esta,  aparecían entremezclados metales con no metales y algunos elementos con propiedades claramente diferentes, por lo que su propuesta no fue aceptada e incluso algunos la tomaron a broma y la ridiculizaron.
Otros intentos se llevaron a cabo por las mismas fechas en que Newland intentaba clasificar los elementos en "octavas". William Odling hizo pública, en 1864, una clasificación global de los elementos conocidos hasta entonces. Los colocó en orden creciente de sus pesos atómicos, distribuyéndolos en cinco columnas, dejando huecos entre elementos y haciendo coincidir en la misma fila elementos con propiedades similares, pero, al contrario que Newlands, no propuso ninguna ley de periodicidad. En 1862, el geólogo francés Béguyer de Chancourtois preparó un gráfico con los elementos ordenados según su peso atómico y los representó en una especie de hélice, de forma que se produjera una vuelta completa cada 16 unidades de masa (peso atómico del oxígeno). Al enrollar el gráfico formando un cilindro, los elementos con propiedades similares tendían a coincidir en la misma vertical. Aunque Chancourtois publicó su trabajo, este pasó desapercibido.

## Clasificación de Mendeléyev
Los avances en la clasificación de los elementos llevados a cabo por Newland, Odling o Chancourtois, así como por otros químicos de la época, solo fue posible tras el congreso de Karslruhe, en 1860, donde quedó definitivamente zanjada la cuestión entre pesos atómicos y pesos equivalentes y las diferencias entre ambos conceptos. No obstante, los trabajos y propuestas de Newland, Odling o Chancourtois pasaron bastante desapercibidos, por lo que probablemente no influyeron en el enfoque que dio Mendeléyev a su clasificación periódica. La Ley de Octavas de Newlands fue desacreditada por la Sociedad Química de Londres y solo fue reconocida como aportación a la periodicidad de los elementos después de la publicación de las primeras tablas periódicas de Mendeléyev, una vez que quedó plenamente demostrada y aceptada la periodicidad de las propiedades de los elementos. Respecto al  denominado Tornillo Telúrico de Chancourtois, el hecho de que sus observaciones y estudios los publicara en una revista de geología, utilizando un lenguaje poco químico y sin la aportación del gráfico o diagrama que demostraba la periodicidad, hizo que esta aportación fuera de escasa aceptación. Como en el caso de Newlands, una vez que fue aceptado el concepto de periodicidad, la Academia Francesa de las Ciencias público un diagrama del tornillo como reivindicación de esta aportación. Por último, respecto a la clasificación de Odling, la tabla que publicó tenía cierto parecido con la que años después publicaría Mendeléyev, pero no indicó ninguna relación entre los pesos atómicos y la periodicidad de las propiedades químicas de los elementos lo que, unido a ciertas inconsistencias mostradas, hizo que este trabajo también pasara desapercibido.

### Primera tabla periódica de Mendeléyev
En cuanto a Mendeléyev, este acometió la cuestión de la clasificación utilizando el conjunto de propiedades físicas y químicas de los elementos conocidos hasta ese momento. Para ello,  preparó un conjunto de tarjetas y en cada una de ellas escribió el nombre, símbolo y propiedades de los elementos. Con ellas hizo numerosas combinaciones buscando algún patrón en las propiedades que permitieran vincular a los grupos de elementos similares hasta que encontró un patrón según el cual, cuando se colocaban en orden de pesos atómicos crecientes, había ciertas propiedades químicas, como la valencia y tipos de combinaciones que formaban con otros elementos, especialmente el oxígeno, que se repetían a intervalos periódicos, que no regulares; es decir, algo parecido al descubrimiento de Newlands, pero con menos rigidez que la Ley de Octavas. Además, con muy buen criterio, supuso que debería haber elementos por descubrir, por lo que alineó los elementos de la misma familia en filas dejando huecos y como el hidrógeno no parecía encajar en ninguna de esta filas, lo dejó aparte, separado del resto de los elementos. Al ordenar los elementos bajo estas premisas pronto empezaron a aparecer los grupos mejor conocidos en aquella época, como el de los halógenos, los metales alcalinos, la familia del nitrógeno (elementos nitrogenoideos) o los de la familia del oxígeno (elementos anfígenos). De este modo preparó la primera tabla periódica que se publicó en 1869 en Zhurnal Rússkovo Jimícheskovo Óbschestva (Revista de la Sociedad Química Rusa) y en una versión en alemán, ese mismo año en Zeitschirft für Chemie (Revista de química).
Esta primera clasificación periódica estaba formada por 63 elementos colocados en seis columnas, cada una con diferente número de elementos pero agrupados en filas de elementos con propiedades similares, especialmente la valencia. Algunos elementos están marcados con interrogante, anterior o posterior, pues Mendeléyev no tenía claro que esa fuera su masa atómica ya que presentaban "anomalías" en su comportamiento químico. Presuponía que podían estar mal calculados (como así ocurrió con el erbio, itrio, indio y torio, aunque no con el teluro, oro y bismuto, cuyas masas atómicas se aproximan bastante a las aceptadas actualmente). Además, había algunos elementos, que Mendeléyev consideraba que estaban por descubrir. Aparecen con un interrogante, sin símbolo y con la masa atómica que, según Mendeléyev, les correspondería por su posición en la tabla.
| I | II       | III        | IV           | V           |            |            |
| . | .        | .          | Ti = 50      | Zr = 90     | ? = 180    | ? = 180    |
| . | .        | .          | V = 51       | Nb = 94     | Ta = 182   | Ta = 182   |
| . | .        | .          | Cr = 52      | Mo = 96     | W = 186    | W = 186    |
| . | .        | .          | Mn = 55      | Rh = 104,4  | Pt = 197,4 | Pt = 197,4 |
| . | .        | .          | Fe = 56      | Ru = 104,4  | Ir = 198   | Ir = 198   |
| . | .        | .          | Ni = Co = 59 | Pd = 106,6  | Os = 199   | Os = 199   |
| H = 1 | .        | .          | Cu = 63,4    | Ag = 108    | Hg = 200   | Hg = 200   |
| . | Be = 9,4 | Mg = 24    | Zn = 65,4    | Cd = 112    | .          | .          |
| . | B = 11   | Al = 27,4  | ? = 68       | Ur = 116*** | Au = 197?  | Au = 197?  |
| . | C = 12   | Si = 28    | ? = 70       | Sn = 118    | .          | .          |
| . | N = 14   | P = 31     | As = 75      | Sb = 122    | Bi = 210?  | Bi = 210?  |
| . | O = 16   | S = 32     | Se = 79,4    | Te = 128?   | .          | .          |
| . | F = 19   | Cl = 35,5  | Br = 80      | J = 127**** | .          | .          |
| Li = 7 | Na = 23  | K = 39     | Rb = 85,4    | Cs = 133    | Tl = 204   | Tl = 204   |
| . | .        | Ca = 40    | Sr = 87,6    | Ba = 137    | Pb = 207   | Pb = 207   |
| . | .        | ? = 45     | Ce = 92      | .           | .          | .          |
| . | .        | ?Er = 56   | La = 94      | .           | .          | .          |
| . | .        | ?Yt = 60*  | Di = 95**    | .           | .          | .          |
| . | .        | ?In = 75,6 | Th = 118?    | .           | .          | .          |
| *Corresponde a Itrio, actualmente Y. **Didimio, una mezcla de Praseodimio y Neodimio, de propiedades tan parecidas que se creía que eran un solo elemento. ***Corresponde al Uranio, actualmente U. ****Corresponde a Yodo (posiblemente una errata. En la versión original en ruso aparece como I) |          |            |              |             |            |            |

### Segunda tabla periódica de Mendeléyev

Tabla periódica de Mendeléyev de 1871. Está formada por ocho grupos verticales, según las proporciones en que los elementos se combinan con el oxígeno. (R representa cada elemento, O el oxígeno y los superíndices las proporciones atómicas, según la costumbre de la época)

Mendeléyev continuó estudiando, revisando y modificando su tabla periódica durante los siguientes años. En 1871, publicó un nuevo estudio, más depurado y extenso con una nueva tabla periódica que presentaba los elementos agrupados verticalmente de acuerdo con su valencia y en relación con las proporciones de sus estados de máxima oxidación, empezando por los elementos de valencia 1 (Grupo I); es decir los que forman óxidos tipo R2O (en aquella época, R2O, pues se empleaban superíndices para establecer las proporciones atómicas de los compuestos). El siguiente grupo correspondía a los elementos de valencia 2, es decir, los que formaban óxidos tipo RO y así, sucesivamente. En los casos en que un elemento pudiera formar más de un óxido, se fijó en el de mayor estado de oxidación (grupo VII), colocando en este grupo los halógenos, que pueden llegar a formar óxidos tipo R2O7 (Cl2O7; Br2O7 o I2O7). También se fijó, como criterio complementario, en el tipo de combinación de los elementos con el hidrógeno (grupos IV al VII). Dentro de cada grupo, los elementos se ordenaban según su peso atómico creciente. El grupo VIII debería de haber permanecido vacante, pues no existe la valencia 8. Mendeléyev lo utilizó para colocar algunos elementos de difícil encaje en los otros grupos, como las tríadas de pesos atómicos similares; hierro, cobalto y níquel; rutenio rodio y paladio y osmio, iridio y platino. Otros elementos, como cobre, plata y oro los colocó simultáneamente, en el grupo I y en el grupo VIII. En esa época, apenas se conocían algunos de los elementos hoy día denominados tierras raras, por lo que aparecen mesclados con otros elementos.
Como en la primera tabla, en esta también dejó huecos, presentó interrogantes en aquellos elementos que consideraba que había errores en su pesos atómicos y estimó el peso atómico que tendrían algunos elementos cuando estos se descubrieran, prediciendo las propiedades químicas que estos tendrían y poniéndoles nombres provisionales. Por ejemplo, el elemento de peso atómico 68, colocado entre aluminio e indio (columna derecha del grupo III) lo denominó eka-aluminio. Igualmente, al elemento desconocido de peso atómico 72, en el grupo IV, columna derecha, entre silicio y estaño, lo denominó eka-silicio. Empleó los prefijos numerales sánscritos eka एक, dvi द्व y tri त्रि (uno, dos y tres) evocando los sutras de Shiva en el Aṣṭādhyāyī de Pāṇini. En 1875 el francés Lecoq de Boisbaudran encontró al eka-aluminio y lo llamó galio y en 1886 el alemán Winkler encontró el germanio, que se correspondía con el eka-silicio. En ambos casos, las propiedades predichas por Mendeléyev encajaban bastante bien con las propiedades reales.

### Propiedades delEka-aluminioy el galio
| Propiedades          | Eka-aluminio | Galio   |
| -------------------- | ------------ | ------- |
| Masa atómica         | 68           | 69 . 3  |
| Densidad(g/cm³)      | 5 . 9        | 5 . 93  |
| Punto de fusión (°C) | Bajo         | 30 . 17 |
| Óxido                | Ea2O3        | Ga2O3   |
| Fórmula del Cloruro  | Ea2Cl6       | Ga2Cl6  |

### Propiedades delEka-silicioy el germanio
| Propiedad                    | Eka-silicio       | Germanio      |
| ---------------------------- | ----------------- | ------------- |
| Masa atómica                 | 72                | 72.53         |
| Densidad(g/cm³)              | 5.9               | 5.32          |
| Punto de fusión(°C)          | alto              | 947           |
| Color                        | negro             | gris          |
| Electronegatividad (g/cm³)   | 4.7               | 4.7           |
| Oxicidad.                    | base débil        | base débil    |
| Punto de ebullición          | por debajo 100 °C | 86 °C (GeCl4) |
| Densidad del cloruro (g/cm³) | 1.9               | 1.908         |

## Consolidación y universalización de la teoría de la periodicidad de los elementos químicos
En un primer momento, la teoría de Mendeléyev de que existía una periodicidad en las propiedades de los elementos químicos cuando estos se ordenaban según sus pesos atómicos crecientes, no causó una gran sensación, aunque, al contrario que otros intentos anteriores, no pasó del todo desapercibida, sobre todo, porque en 1870, semanas después de la publicación en alemán de la primera tabla periódica de Mendeléyev, Lothar Meyer hizo público un trabajo con una ordenación periódica de los elementos, similar a la de Mendeléyev, pero está basada en los volúmenes atómicos. Es decir, no solo existía periodicidad en las propiedades químicas, también las había en las propiedades físicas. En cualquier caso, no todos los químicos estaban convencidos de que pudiera existir una ley natural que asociara los elementos conocidos y los aún por descubrir, como preconizaba Mendeléyev. Sin embargo, todo esto cambió cuando, pasado algún tiempo desde la publicación de las dos versiones de tabla periódica, en 1874 se descubrió un elemento, al que se denominó galio y que enseguida Mendeléyev hizo notar que las propiedades de dicho elemento se correspondían en gran medida con las predichas para el eka-aluminio. Aunque algún científico pudo pensar que se trataba de una casualidad, no pasaría mucho tiempo hasta que se descubriera otro de los elementos predichos por Mendeléyev. En 1879, Lars F. Nilson descubrió el escandio y Per Theodor Cleve demostró que se trataba del eka-boro, otro de los elementos predichos. Por último, en 1885, Clemens A. Winkler aisló el germanio y el mismo Wikler demostró que se trataba del eka-silicio.Tras estas demostraciones, la tabla periódica fue aceptada de forma casi unánime, reconociéndose su valor y convirtiéndose en uno de los sillares fundamentales de la química. 

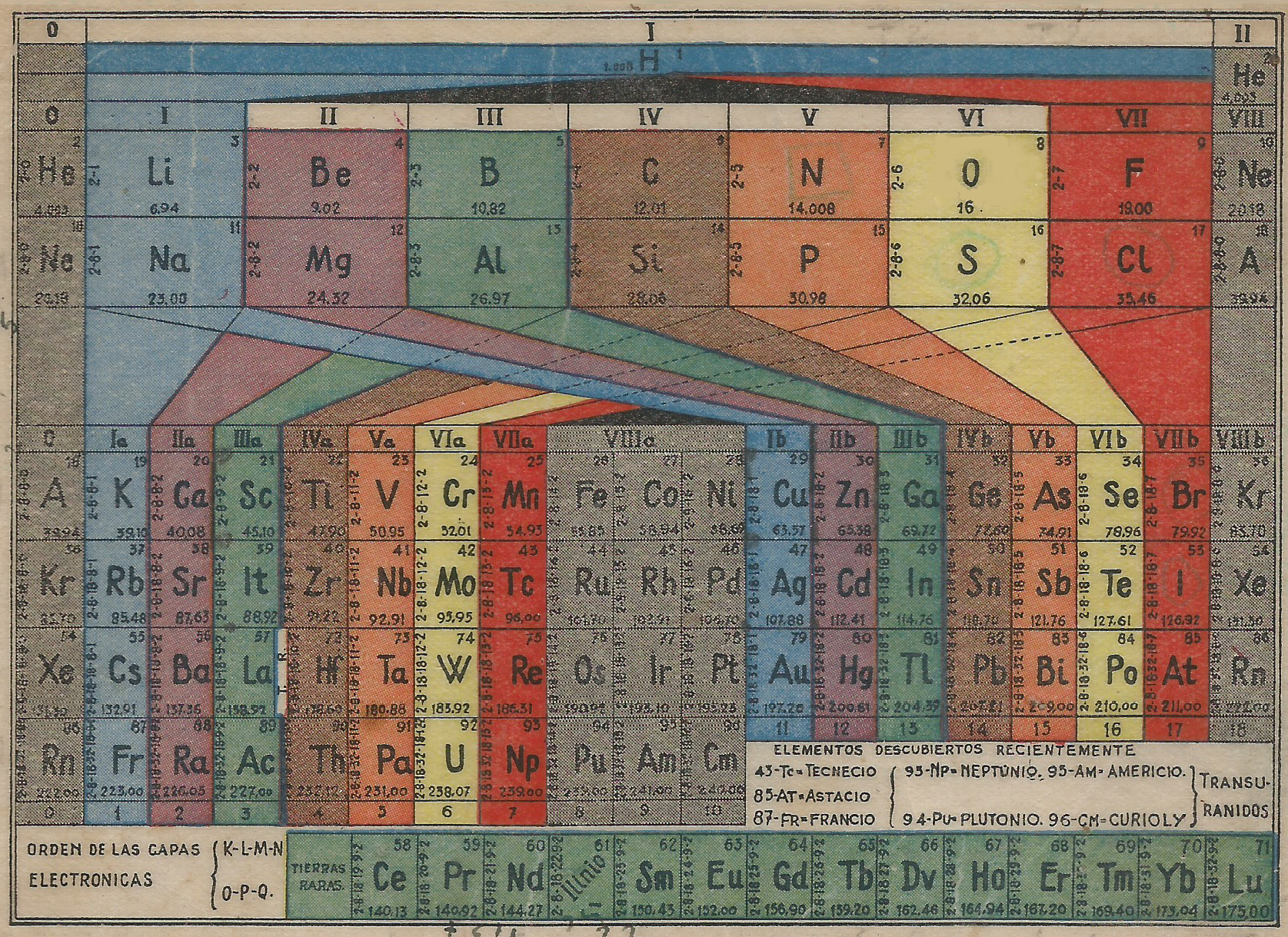
Tabla periódica de mediados del S. XX. Los gases nobles se encuentran duplicados; en el grupo 0 y en el bloque II.

No obstante, la tabla de Mendeléyev todavía estaba necesitada de diversos ajustes y mejoras. Estos fueron realizándose a medida que se iban descubriendo nuevos elementos o se iban revisando y ajustando los pesos atómicos de los elementos ya conocidos, como fue el caso del telurio, elemento que por sus propiedades debería estar antes que el yodo, pero que por su peso atómico se tendría que haber colocado a continuación del yodo. Luego, estaba el grupo de las tierras raras, buena parte de ellas descubiertas durante el siglo XIX, coincidiendo en parte con el desarrollo de las teorías de la periodicidad. Este grupo de elementos se caracteriza por tener masas atómicas y propiedades químicas muy parecidas y todas formaban óxidos de tipo R2O3, lo que dificultó mucho su colocación.
Más tarde, el descubrimiento de los gases nobles por lord Rayleigh y por William Ramsay fue, en un primer momento, motivo de gran contrariedad, pues su baja reactividad no permitía colocarlos en ninguno de los grupos sugeridos por Mendeléyev. Finalmente, el mismo Ramsay sugirió que debería añadirse una nueva columna a la tabla periódica, que sería el grupo cero y que contendría a todos estos elementos de valencia nula, lo que a la larga, no hizo más confirmar la ley periódica.
Se podría pensar que Mendéleyev, debido a su prestigio e influencia en la química, debería haber recibido el premio Nobel de Química. Fue propuesto en 1906 y 1907, pero el reconocimiento nunca llegó, pues algunos científicos no consideraban adecuado concederle el premio por un hito que Mendeléyev había logrado casi cuarenta años antes. Además, tenía desavenencias personales con otro científico ya galardonado y cercano a algún miembro del jurado y eso influyó en que el premio se lo arrebatara Moissan por sus trabajos de aislamiento del flúor. Y al año siguiente, en 1907, no pudo presentarse porque falleció a causa de una gripe. Sin embargo, aunque se le escapara el premio Nobel de Química, recibió muchos reconocimientos y honores en su larga carrera científica. 